# Route européenne 772
Pour les articles homonymes, voir Route 772.
La route européenne 772 est une route reliant Jablanica (bg) à Choumen.